# Juan Pablo Villegas Cardona
Juan Pablo Villegas Cardona (Pácora, departament de Caldas, 15 d'octubre de 1987) és un ciclista colombià, professional des del 2011. Actualment corre a l'equip Manzana Postobón Team.

## Palmarès
- 2007
  - Vencedor d'una etapa a la Volta a Colòmbia sub-23
- 2008
  - Vencedor d'una etapa a la Volta a Antioquia
- 2009
  - Campió panamericà sub-23 en ruta
  - Vencedor de 2 etapes a la Volta a Colòmbia sub-23
- 2012
  - Vencedor de 2 etapes a la Volta a Veneçuela
  - Vencedor d'una etapa a la Volta a Cundinamarca
- 2014
  - 1r a la Volta a Mèxic i vencedor de 3 etapes
- 2017
  - Vencedor d'una etapa a la Volta a Colòmbia